# 100 mètres haies aux Jeux olympiques
Pour un article plus général, voir Athlétisme aux Jeux olympiques.
Le 100 mètres haies, épreuve exclusivement féminine, figure au programme olympique depuis les Jeux de 1972 à Munich, prenant la suite du 80 mètres haies, disputé de 1932 à 1968.
Le record olympique de la discipline appartient à la Portoricaine Jasmine Camacho-Quinn, qui établit le temps de 12 s 26 en demi-finale des Jeux olympiques de 2020, à Tokyo.
Avec deux médailles d'or, l'Australienne Shirley Strickland est l'athlète la plus titrée sur 80 m haies. Aucune athlète n'est encore parvenue à remporter deux titres olympiques sur 100 m haies.

## Éditions
| Années      | 96 | 00 | 04 | 08 | 12 | 20 | 24 | 28 | 32 | 36 | 48 | 52 | 56 | 60 | 64 | 68 | 72 | 76 | 80 | 84 | 88 | 92 | 96 | 00 | 04 | 08 | 12 | 16 | 20 | 24 | Total |
| ----------- | -- | -- | -- | -- | -- | -- | -- | -- | -- | -- | -- | -- | -- | -- | -- | -- | -- | -- | -- | -- | -- | -- | -- | -- | -- | -- | -- | -- | -- | -- | ----- |
| 80 m haies  |    |    |    |    |    |    |    |    | X  | X  | X  | X  | X  | X  | X  | X  |    |    |    |    |    |    |    |    |    |    |    |    |    |    | 8     |
| 100 m haies |    |    |    |    |    |    |    |    |    |    |    |    |    |    |    |    | X  | X  | X  | X  | X  | X  | X  | X  | X  | X  | X  | X  | X  | X  | 14    |

## Historique

### 80 m haies

#### 1932-1952

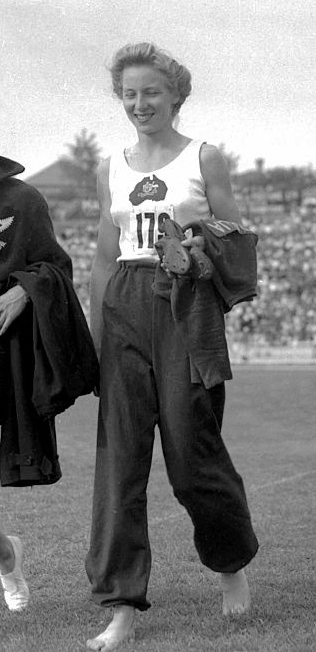
Shirley Strickland, championne olympique du 80 m haies en 1952 et 1956.

Le 80 mètres haies se dispute pour la première fois dans le cadre des Jeux olympiques en 1932 à Los Angeles, neuf concurrentes issues de six nations participent à l’événement. L'Américaine Mildred Didrikson Zaharias s'adjuge le titre olympique devant sa compatriote Evelyne Hall et la Sud-africaine Marjorie Clark. Les deux premières concurrentes établissent en finale un nouveau record du monde en 11 s 7.
En 1936, lors des Jeux olympiques de Berlin, quatre athlètes établissent en finale le même temps de 11 s 7. Les concurrentes sont départagées par le jury qui utilise le système de la photo-finish permettant de mesurer les temps au millième de seconde. Ainsi, l'Italienne Trebisonda Valla est désignée vainqueur de la course avec le temps 11 s 748, l'Allemande Anni Steuer est deuxième dans le temps de 11 s 809 et la Canadienne Elizabeth Taylor est troisième dans le temps de 11 s 811.
Détentrice du record du monde et championne d'Europe en titre, la Néerlandaise Fanny Blankers-Koen remporte la finale des Jeux olympiques de 1948, à Londres. La Britannique Maureen Gardner, qui réalise le même temps que la Néerlandaise (11 s 2), se classe deuxième de la course, l'Australienne Shirley Strickland s'adjugeant la médaille de bronze en 11 s 4. Fanny Blankers-Koen remportera trois autres médailles d'or lors de ces Jeux, sur 100 m, 200 m et 4 × 100 m.
Lors de la finale des Jeux olympiques de 1952, à Helsinki, la tenante du titre Fanny Blankers-Koen frappe la troisième haies et ne peut terminer la course. La victoire revient à Shirley Strickland de la Hunty, médaillée de bronze à Londres, qui établit un nouveau record du monde en 10 s 9. La Soviétique Maria Golubnichaya et l'Allemande Maria Sander complètent le podium (11 s 1).

#### 1956-1968
Shirley Strickland de la Hunty conserve son titre olympique, chez elle lors des Jeux olympiques de 1956, à Melbourne. Elle l'emporte facilement dans le temps de 10 s 7, devant l'Allemande Gisela Köhler (10 s 9) et l'autre australienne Norma Thrower. La Soviétique Maria Golubnichaya, championne d'Europe en 1954, se classe cinquième de la finale.
En 1960, aux Jeux olympiques de Rome, la Soviétique Irina Press, spécialiste des épreuves combinées, remporte la médaille d'or en 10 s 8 et devance la Britannique Carole Quinton (10 s 9) et l'Allemande Gisela Birkemeyer (11 s 0). Cette dernière figurait parmi les favorites au titre après avoir porté le record du monde à 10 s 5 quelques semaines avant le début des Jeux.
Lors des Jeux olympiques de 1964, à Tokyo, l'Allemande Karin Balzer s'impose de justesse face à la Polonaise Teresa Ciepły qui l'avait battu deux ans plus tôt lors des championnats d'Europe 1962. Les deux athlètes établissent le même temps de 10 s 5. L'Australienne Pam Kilborn se classe troisième de la course en 10 s 6, devançant la tenante du titre Irina Press (10 s 6 également).
En 1968, lors des Jeux olympiques de Mexico, l'Australienne Maureen Caird, âgée de dix-sept ans seulement, remporte la finale et établit un nouveau record olympique en 10 s 3. Elle devance d'un dixième de seconde sa compatriote Pam Kilborn, médaillée de bronze quatre ans plus tôt, et Chi Cheng qui concourt pour le Taipei chinois. Karin Balzer, la tenante du titre, ne se classe que cinquième de l'épreuve.

### 100 m haies

#### 1972-1984

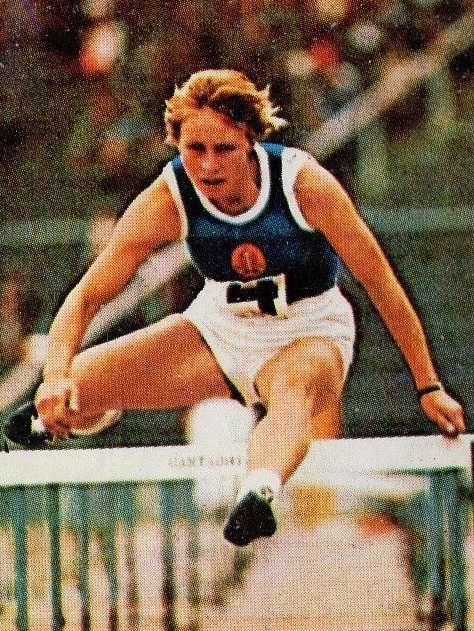
Annelie Ehrhardt, première championne olympique du 100 m haies, en 1972 à Munich.

Le 100 mètres haies fait sa première apparition à l'occasion des Jeux olympiques de 1972, prenant la suite du 80 mètres haies, disputé de 1932 à 1968. À Munich, en finale, l'Est-allemande Annelie Ehrhardt remporte le premier titre olympique dans le temps de 12 s 59, performance constituant officiellement le premier record du monde de la discipline mesuré au chronométrage électronique. Elle devance la Roumaine Valeria Bufanu (12 s 84) et Karin Balzer (12 s 90), déjà titrée sur 80 m haies lors des Jeux olympiques de 1964.
Lors des Jeux olympiques de 1976 à Montréal, l'Est-allemande Johanna Schaller, championne d'Europe en 1974, remporte le titre olympique en 12 s 77, devançant de justesse deux athlètes soviétiques : Tatyana Anisimova, médaillée d'argent en 12 s 78 et Natalya Lebedeva, médaillée de bronze en 12 s 80.
En 1980, en finale des Jeux olympiques de Moscou, la Soviétique Vera Komisova s'impose dans le temps de 12 s 56, nouveau record olympique, et devance la tenante du titre Johanna Schaller, deuxième en 12 s 63 et la Polonaise Lucyna Langer, troisième en 12 s 65. L'autre polonaise Grażyna Rabsztyn, qui avait porté le record du monde à 12 s 36 quelques semaines avant le début des Jeux olympiques, ne se classe que cinquième de la finale après avoir pris un mauvais départ.
Les Jeux olympiques de 1984 à Los Angeles sont marqués par le boycott des pays du bloc soviétique, et dont les spécialistes du 100 m haies figurent aux 12 meilleures place des bilans mondiaux. En leurs absences, l'Américaine Benita Fitzgerald-Brown remporte le titre olympique en 12 s 84, devant la Britannique Shirley Strong (12 s 88) et l'autre américaine Kim Turner (13 s 06). Initialement quatrième de la course car départagée au millième de seconde avec Kim Turner, la Française Michèle Chardonnet s'adjuge également la médaille de bronze après une réclamation déposée par la Fédération française d'athlétisme. La décision de l'IAAF, prise sur la base de l’agrandissement d’une photo officielle prise face à la ligne d’arrivée et que le premier jury n’avait pas examinée, est rendu en novembre 1984, soit plus de trois mois après la finale.

#### 1988-2004

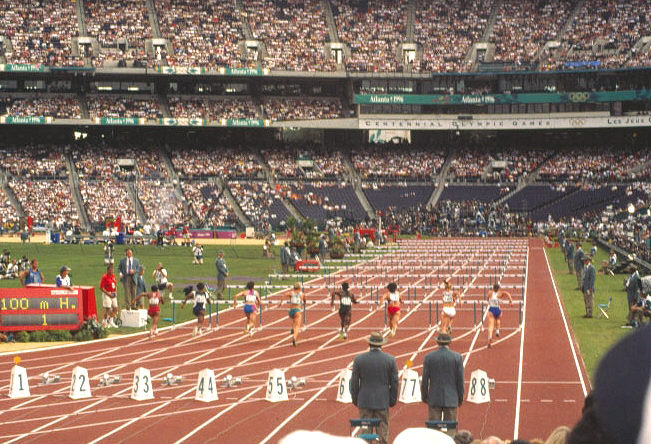
Première demi-finale du 100 mètres haies lors des Jeux olympiques de 1996, à Atlanta.

En 1988, en finale des Jeux olympiques de Séoul, la Bulgare Yordanka Donkova, qui a amélioré à plusieurs reprises le record du monde lors de la saison 1986 et porté celui-ci à 12 s 21 quelques semaines avant le début des Jeux, confirme son statut de favorite en s'imposant dans le temps de 12 s 56, signant un nouveau record olympique. Elle devance l'Est-allemande Gloria Siebert, médaillée d'argent en 12 s 61 et l'Ouest-allemande Claudia Zackiewicz, médaillée de bronze en 12 s 75. La Bulgare Ginka Zagorcheva, championne du monde en titre, est éliminée dès les séries.
Lors des Jeux olympiques de 1992 se déroulant à Barcelone, la Russe Ludmila Narozhilenko, championne du monde en 1991 qui concourt pour l'équipe unifiée des pays de l'ancienne URSS, déclare forfait pour les demi-finales après une blessure aux ischio-jambiers survenue dès les quarts de finale. Titrée sur 100 m, l'Américaine Gail Devers est en tête de la course lorsqu'elle heurte la dixième et dernière haie et chute lourdement sur la piste, se classant finalement cinquième de la course. La victoire revient à la Grecque Voúla Patoulídou qui s'impose dans le temps de 12 s 64, devant l'Américaine LaVonna Martin, médaillée d'argent en 12 s 69, et Yordanka Donkova, médaillée de bronze en 12 s 70. Avant les Jeux olympiques de Barcelone, la meilleure performance de Voúla Patoulídou n'était que de 12 s 96. Elle a porté son record personnel à 12 s 88 en demi-finale, puis l'a amélioré de près de 20/100e de seconde en finale (12 s 64) .
Concourant désormais pour la Suède et terminant sa période de suspension pour dopage, Ludmila Engquist (ex:Narozhilenko) remporte le titre des Jeux olympiques de 1996. Devancée par la Slovène Brigita Bukovec après les neuf premières haies, elle parvient à faire la différence lors du dernier obstacle et l'emporte en 12 s 58, un centième de seconde seulement devant Brigita Bukovec qui établit un nouveau record national en 12 s 59. Après visionnage de la photo-finish, la médaille de bronze revient finalement à la Française Patricia Girard-Léno en 12 s 65, écartant du podium Gail Devers, championne du monde du 100 m haies en 1993 et 1995.
Lors du 100 m haies des Jeux olympiques de 2000, à Sydney, Gail Devers fait figure de favorite pour la médaille d'or après son troisième titre mondial obtenu en 1999. Après ses deux échecs lors des Jeux précédents, elle connait pourtant une nouvelle désillusion en étant contrainte à l'abandon sur blessure à l'occasion des demi-finales. En finale, la Kazakh Olga Shishigina l'emporte dans le temps de 12 s 65 et devance sur le podium la Nigériane Glory Alozie (12 s 68) et l'Américaine Melissa Morrison (12 s 76).
Quatre ans plus tard, en finale des Jeux olympiques de 2004, à Athènes, la Canadienne Perdita Felicien, championne du monde en 2003, est déséquilibrée au franchissement de la première haie et fait chuter par la même occasion sa concurrente placée à sa droite, la Russe Irina Shevchenko. L'Américaine Joanna Hayes remporte l'épreuve en 12 s 37, signant un nouveau record olympique. L'Ukrainienne Olena Krasovska se classe deuxième en 12 s 45 alors que Melissa Morrison obtient une deuxième médaille de bronze consécutive en 12 s 56.

#### Depuis 2008

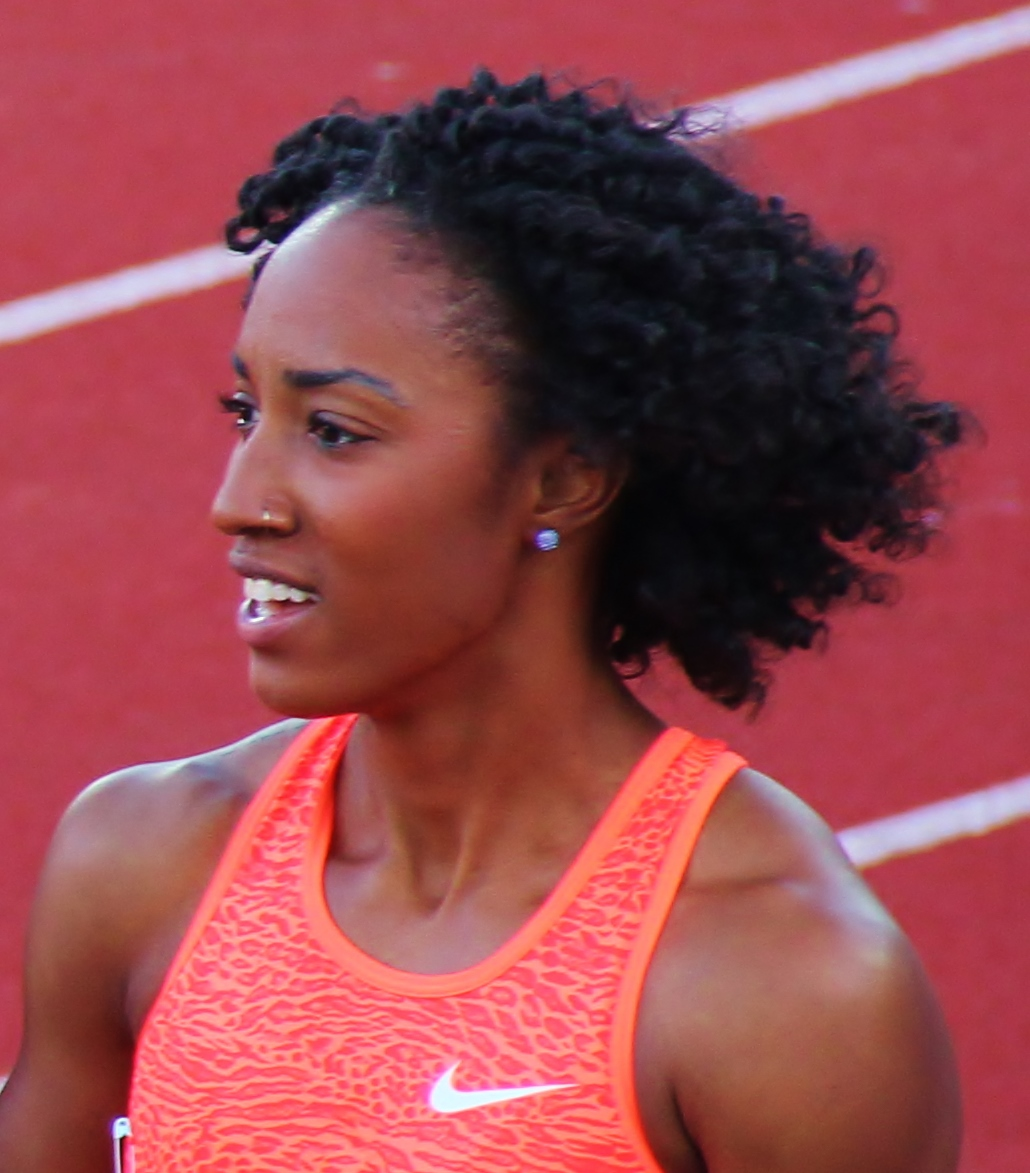
Brianna Rollins, championne olympique en 2016.

Le 100 m haies des Jeux olympiques de 2008, à Pékin, est remporté par l'Américaine Dawn Harper qui établit en finale un nouveau record personnel en 12 s 54. Elle devance l'Australienne Sally Pearson, médaillée d'argent en 12 s 64 et la Canadienne Priscilla Lopes-Schliep, médaillée de bronze en 12 s 64 après visionnage de la photo-finish. L'Américaine Lolo Jones, auteur de la meilleure performance mondiale de l'année en demi-finale avec le temps de 12 s 43, percute la neuvième haies et chute lourdement, terminant septième de la course. Sa compatriote Michelle Perry, championne du monde en 2007, n'a pas réussi à se qualifier pour ces Jeux à l'occasion des sélections olympiques américaines.
Lors des Jeux olympiques de 2012 à Londres, disputé sous une pluie battante, Sally Pearson confirme son statut de favorite après avoir remporté le titre mondial l'année précédente et dominé la majeure partie des meetings européens. Elle s'impose en finale en 12 s 35, signant un nouveau record olympique, 2/100e de seconde devant la tenante du titre Dawn Harper qui bat pourtant son record personnel en 12 s 37. L'autre américaine Kellie Wells se classe troisième de la course et améliore également sa meilleure performance personnelle en 12 s 48. Lolo Jones termine au pied du podium en 12 s 58.
Détentrice du record du monde depuis juillet 2016 (12 s 20), l'Américaine Kendra Harrison ne peux participer aux Jeux olympiques de 2016 en raison de sa contre-performance aux sélections olympiques américaines. En son absence, sa compatriote Brianna Rollins s'adjuge la médaille d'or en 12 s 48, devançant largement deux autres américaines : Nia Ali (12 s 59) et Kristi Castlin (12 s 61). Deux sœurs participent à cette finale pour la Grande-Bretagne : Cindy Ofili se classe quatrième en 12 s 63, tandis que Tiffany Porter termine sixième en 12 s 76.
Cinq ans plus tard à Tokyo, Kendra Harrison est bien présente aux Jeux Olympiques mais elle doit s'incliner en finale face la nouvelle reine de la discipline, la Portoricaine Jasmine Camacho-Quinn. Cette dernière bat en demi-finale le record olympique en 12 s 26, à 6 centièmes du record du monde de Harrison, puis s'impose en finale en 12 s 37, offrant à Porto Rico le premier titre olympique de son histoire en athlétisme. La médaille d'argent revient donc à Kendra Harrison en 12 s 52, et la médaille de bronze à la Jamaïcaine Megan Tapper en 12 s 55. Quant à la championne olympique en titre Brianna McNeal, elle avait été suspendue peu avant les Jeux pour « entrave au processus antidopage ».

## Palmarès

### 80 m haies
| Édition | Or                                          | Argent                          | Bronze                          |
| ------- | ------------------------------------------- | ------------------------------- | ------------------------------- |
| 1932    | Mildred Didrikson (USA) 11 s 7              | Evelyne Hall (USA) 11 s 7       | Marjorie Clark (RSA) 11 s 8     |
| 1936    | Trebisonda Valla (ITA) 11 s 7               | Anni Steuer (GER) 11 s 7        | Elizabeth Taylor (CAN) 11 s 7   |
| 1948    | Fanny Blankers-Koen (NED) 11 s 2            | Maureen Gardner (GBR) 11 s 2    | Shirley Strickland (AUS) 11 s 4 |
| 1952    | Shirley Strickland de la Hunty (AUS) 10 s 9 | Maria Golubnichaya (URS) 11 s 1 | Maria Sander (GER) 11 s 1       |
| 1956    | Shirley Strickland de la Hunty (AUS) 10 s 7 | Gisela Köhler (EUA) 10 s 9      | Norma Thrower (AUS) 11 s 0      |
| 1960    | Irina Press (URS) 10 s 8                    | Carole Quinton (GBR) 10 s 9     | Gisela Birkemeyer (EUA) 11 s 0  |
| 1964    | Karin Balzer (EUA) 10 s 5                   | Teresa Ciepły (POL) 10 s 5      | Pam Kilborn (AUS) 10 s 5        |
| 1968    | Maureen Caird (AUS) 10 s 3                  | Pam Kilborn (AUS) 10 s 4        | Chi Cheng (ROC) 10 s 4          |

### 100 m haies
| Édition | Or                                    | Argent                            | Bronze                                |
| ------- | ------------------------------------- | --------------------------------- | ------------------------------------- |
| 1972    | Annelie Ehrhardt (GDR) 12 s 59        | Valeria Bufanu (ROU) 12 s 84      | Karin Balzer (GDR) 12 s 90            |
| 1976    | Johanna Schaller (GDR) 12 s 77        | Tatyana Anisimova (URS) 12 s 78   | Natalya Lebedeva (URS) 12 s 80        |
| 1980    | Vera Komisova (URS) 12 s 56           | Johanna Klier (GDR) 12 s 63       | Lucyna Langer (POL) 12 s 65           |
| 1984    | Benita Fitzgerald-Brown (USA) 12 s 84 | Shirley Strong (GBR) 12 s 88      | Michèle Chardonnet (FRA)              |
| 1984    | Benita Fitzgerald-Brown (USA) 12 s 84 | Shirley Strong (GBR) 12 s 88      | Kim Turner (USA) 13 s 06              |
| 1988    | Yordanka Donkova (BUL) 12 s 38        | Gloria Siebert (GDR) 12 s 61      | Claudia Zackiewicz (FRG) 12 s 75      |
| 1992    | Voúla Patoulídou (GRE) 12 s 64        | LaVonna Martin (USA) 12 s 69      | Yordanka Donkova (BUL) 12 s 70        |
| 1996    | Ludmila Engquist (SWE) 12 s 58        | Brigita Bukovec (SLO) 12 s 59     | Patricia Girard-Léno (FRA) 12 s 65    |
| 2000    | Olga Shishigina (KAZ) 12 s 65         | Glory Alozie (NGR) 12 s 68        | Melissa Morrison (USA) 12 s 76        |
| 2004    | Joanna Hayes (USA) 12 s 37            | Olena Krasovska (UKR) 12 s 45     | Melissa Morrison (USA) 12 s 56        |
| 2008    | Dawn Harper (USA) 12 s 54             | Sally Pearson (AUS) 12 s 64       | Priscilla Lopes-Schliep (CAN) 12 s 64 |
| 2012    | Sally Pearson (AUS) 12 s 35           | Dawn Harper (USA) 12 s 37         | Kellie Wells (USA) 12 s 48            |
| 2016    | Brianna Rollins (USA) 12 s 48         | Nia Ali (USA) 12 s 59             | Kristi Castlin (USA) 12 s 61          |
| 2020    | Jasmine Camacho-Quinn (PUR) 12 s 37   | Kendra Harrison (USA) 12 s 52     | Megan Tapper (JAM) 12 s 55            |
| 2024    | Masai Russell (USA) 12 s 33           | Cyréna Samba-Mayela (FRA) 12 s 34 | Jasmine Camacho-Quinn (PUR) 12 s 36   |

## Multiples médaillées
| Rang | Athlète               | Pays                       | Épreuve        | Période   | Or | Argent | Bronze | Total |
| ---- | --------------------- | -------------------------- | -------------- | --------- | -- | ------ | ------ | ----- |
| 1    | Shirley Strickland    | Australie                  | 80 m haies     | 1948–1956 | 2  | 0      | 1      | 3     |
| 2    | Johanna Schaller      | Allemagne de l'Est         | 100 m haies    | 1976–1980 | 1  | 1      | 0      | 2     |
| 2    | Sally Pearson         | Australie                  | 100 m haies    | 2008–2012 | 1  | 1      | 0      | 2     |
| 2    | Dawn Harper-Nelson    | États-Unis                 | 100 m haies    | 2008–2012 | 1  | 1      | 0      | 2     |
| 5    | Karin Balzer          | Allemagne de l'Est         | 80/100 m haies | 1964–1972 | 1  | 0      | 1      | 2     |
| 5    | Yordanka Donkova      | Bulgarie                   | 100 m haies    | 1988–1992 | 1  | 0      | 1      | 2     |
| 5    | Jasmine Camacho-Quinn | Porto Rico                 | 100 m haies    | 2021-2024 | 1  | 0      | 1      | 2     |
| 8    | Gisela Birkemeyer     | Équipe unifiée d’Allemagne | 80 m haies     | 1956–1960 | 0  | 1      | 1      | 2     |
| 8    | Pam Kilborn           | Australie                  | 80 m haies     | 1964–1968 | 0  | 1      | 1      | 2     |
| 8    | Melissa Morrison      | États-Unis                 | 100 m haies    | 2000–2004 | 0  | 1      | 1      | 2     |

## Record olympique
| Chronométrage électronique |                       |         |                   |    |
| 12 s 70                    | Annelie Ehrhardt      | Munich  | 4 septembre 1972  |    |
| 12 s 59                    | Annelie Ehrhardt      | Munich  | 8 septembre 1972  | WR |
| 12 s 56                    | Vera Komisova         | Moscou  | 28 juillet 1980   |    |
| 12 s 47                    | Yordanka Donkova      | Séoul   | 29 septembre 1988 |    |
| 12 s 38                    | Yordanka Donkova      | Séoul   | 30 septembre 1988 |    |
| 12 s 37                    | Joanna Hayes          | Athènes | 24 août 2004      |    |
| 12 s 35                    | Sally Pearson         | Londres | 7 août 2012       |    |
| 12 s 26                    | Jasmine Camacho-Quinn | Tokyo   | 1er août 2021     |    |